# U 664
U 664 war ein U-Boot vom Typ VII C. Es wurde von der Kriegsmarine während des Zweiten Weltkrieges im U-Boot-Krieg eingesetzt. Auf seinen fünf Unternehmungen konnte es drei Schiffe mit 19.325 BRT versenken, wobei 79 Menschen starben. Am 9. August 1943 wurde es im Atlantik versenkt, wobei 7 Mann ums Leben kamen und 44 in US-amerikanische Kriegsgefangenschaft gerieten.

## Bau und Technik
Die Hamburger Howaldtswerft war von Kriegsbeginn an ganz auf den U-Bootbau eingestellt und für einen jährlichen Ausstoß von 16 U-Booten eingeplant. Ab Mitte 1943 wurde diese Marge auf 22 Boote pro Jahr erhöht – diese Zahlen konnten jedoch nie erreicht werden. Bis Kriegsende lieferten die Hamburger Howaldtswerke insgesamt 33 U-Boote vom Typ VII C an die Kriegsmarine aus. Ein solches U-Boot war 67 m lang und verdrängte unter Wasser 865 m³. Zwei Dieselmotoren ermöglichten bei Überwasserfahrt eine Geschwindigkeit von 17 kn. Bei der Unterwasserfahrt trieben zwei Elektromotoren das Boot zu einer Geschwindigkeit von 7 kn an. Die Bewaffnung bestand (bis 1944) aus einer 8,8-cm-Kanone und einer 2-cm-Flak an Deck, sowie vier Bugtorpedorohren und einem Hecktorpedorohr. Üblicherweise führte ein VII C-Boot 14 Torpedos mit sich.
Am Turm trug U 664 das Wappen seiner Patenstadt Gaggenau und das Flottillenzeichen der 9. U-Flottille, den Sägefisch.

## Kommandant
Adolf Graef wurde am 22. April 1916 in Flensburg geboren und trat 1936 in die Kriegsmarine ein. Nach Absolvierung seiner U-Bootausbildung im Sommer 1941 fuhr er als Erster Wachoffizier auf U 652 und erhielt am 17. Juni 1942 das Kommando auf U 664. Adolf Graef wurde in Kriegsgefangenschaft am 1. Oktober 1943 zum Kapitänleutnant befördert. Nach Kriegsende war er als Offizier in der Bundesmarine eingesetzt.

## Einsatz und Geschichte

Der Sägefisch-Zeichen der 9. U-Flottille

Am 20. Oktober lief U 664 von Kiel zu seiner ersten Unternehmung aus. Dieser erste Einsatz war gleichzeitig eine Überführungsfahrt nach Brest, dem Stützpunkt der 9. U-Flottille. Der Pilot einer Catalina der US Navy, der von Island aus patrouillierte, entdeckte U 664 südlich der Insel und griff das Boot mit Wasserbomben an. U 664, das sich erst seit knapp zwei Wochen auf See befand, wurde dabei so schwer beschädigt, dass sich Kommandant Graef entschloss, die Feindfahrt abzubrechen und den Stützpunkt an der nordfranzösischen Atlantikküste vorzeitig anzulaufen, wo U 664 am 5. Dezember eintraf.

### SpitzundUngestüm

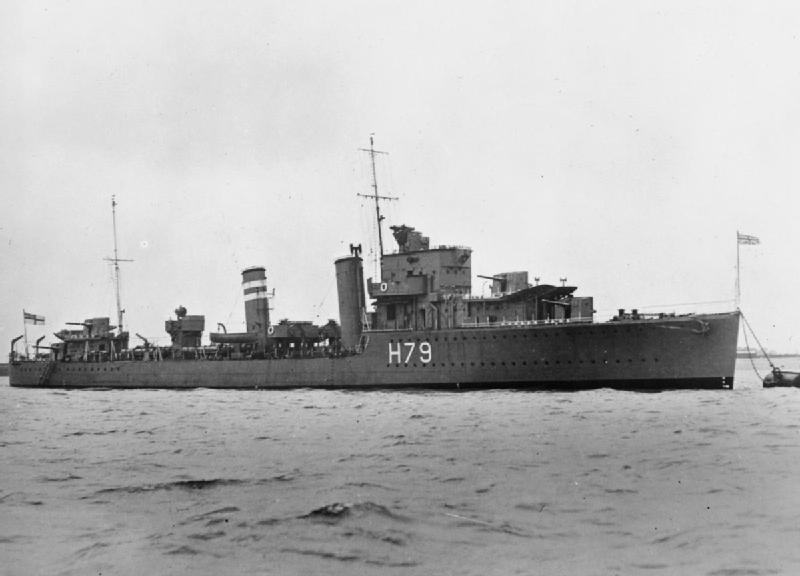
Der britische Zerstörer HMS Firedrake sicherte ON 153

Am 5. Dezember verließ U 664 Brest wieder. Als Einsatzgebiet war das Seegebiet, westlich von Irland vorgesehen. Karl Dönitz hatte die U-Boote, die sich in diesem Zeitraum im Nordatlantik im Einsatz befanden, in drei U-Bootgruppen zusammengefasst, die Suchstreifen bilden und den ostwärts laufenden alliierten Geleitzügen auflauern sollten: Büffel, Raufbold und Ungestüm – zu letzterer gehörte U 664. Kommandant Graef gelang die Versenkung eines belgischen Dampfers aus dem 38 Handelsschiffe umfassenden Geleitzug ON 153, der von sieben britischen Geleitschiffen gesichert wurde.
- 16. Dezember 1942 belgischer Dampfer Emile Francqui mit 5859 BRT versenkt (46 Tote und 41 Gerettete) (Lage)

Am 22. Dezember wurde U 664 der U-Bootgruppe Spitz zugeteilt, die zum Aufspüren eines durch den B-Dienst angekündigten Geleitzugs einen Suchstreifen südlich von Island bildete. U 664 war das südlichste Boot, daher entdeckte Kommandant Graef den Geleitzug ONS 154, der besonders langsam fuhr und als Vorsichtsmaßnahme den Kurs weit nach Süden gelegt hatte. Auch U 662 meldete den Geleitzug, verlor aber den Kontakt, nachdem es von Geleitflugzeugen entdeckt und zum Tauchen gezwungen worden war. Kommandant Graef hielt seinerseits nach dem Maßgaben der Rudeltaktik Fühlung und lotste U 662 erneut und zwei weitere U-Boote zusätzlich an den Geleitzug heran. In der nun folgenden Geleitzugschlacht zwischen ONS 154 und den dreizehn Booten der U-Bootgruppen Spitz und Ungestüm wurden vierzehn Schiffe versenkt. Ein deutsches Boot, U 346, wurde von kanadischen Geleitschiffen versenkt. Am 31. Dezember verloren die deutschen U-Boote schließlich den Geleitzug aus den Augen. Damit U 664 seinen Rückmarsch nach Frankreich antreten konnte, war es notwendig, Treibstoff von einem anderen U-Boot zu übernehmen, was am 5. Januar durch U 662 geschah. Am 13. Januar lief U 664 in La Pallice ein, von wo aus einen Monat später die dritte Unternehmung begann.

### BurggrafundSturmbock
Diesmal lag das Einsatzgebiet zwischen Grönland und Neufundland, wo sich nach Weisung des Befehlshabers der U-Boote die U-Gruppe Burggraf bilden sollte. Auf der Anfahrt in dieses Seegebiet sichtete Kommandant Graef am 21. Februar südwestlich von Irland den südwärts fahrenden Geleitzug ONS 167. Graef meldete diesen Konvoi, den er für einen Schiffsverband aus zehn Dampfern hielt, der aber tatsächlich aus 25 Schiffen bestand, die von zwei britischen und zwei polnischen Zerstörern sowie drei freifranzösischen Schiffen geschützt wurden. U 664 hielt Fühlung und führte das von Nordfrankreich kommende U 758, das ebenfalls erst seit einer Woche auf Feindfahrt war, an den Geleitzug heran. Sobald dessen Kommandant Manseck den Kontakt zum Konvoi bestätigte, griff Kommandant Graef an und versenkte zwei Schiffe.
- 21. Februar 1943 amerikanischer Dampfer Rosario mit 4659 BRT versenkt (33 Tote und 30 Gerettete) (Lage)
- 21. Februar 1943 panamaischer Tanker H H Rogers mit 8807 BRT versenkt (alle 73 Mann an Bord wurden gerettet) (Lage)

Die U-Bootführung beorderte weitere U-Boote in dieses Seegebiet und stellte die U-Bootgruppe Sturmbock zusammen, die ONS 167 fortlaufend attackieren sollte. Die britische Aufklärung erfuhr durch entschlüsselte Enigma Nachrichten von diesem Plan und navigierte ONS 167 aus dem Gefahrengebiet, während dessen Geleitschiffe die Fühlung haltenden U-Boote U 785 und U 664 beständig unter Wasser zwangen. Infolge der radikalen Kursänderung des Konvois verloren die U-Boote der Gruppe Sturmbock den Kontakt zum Geleitzug. Am 28. März, 41 Tage nach Beginn der Unternehmung, lief U 664 in Lorient ein, von wo aus es exakt einen Monat später zu einer weiteren Unternehmung startete.

### Raubgraf
Das Operationsgebiet der vierten Unternehmung von U 664 war der Nordatlantik und das Seegebiet südöstlich von Kap Farvel. Das Boot war auf dieser Fahrt der U-Bootgruppe Raubgraf zugeteilt. Diese U-Bootgruppe wurde im März 1943 zusammengestellt, um südlich von Grönland innerhalb des sogenannten „gap“ auf alliierte Geleitzüge zu lauern. Diese Region des Atlantiks lag außerhalb der Reichweite der Flugzeuge der Alliierten, somit oblag hier der Schutz der Konvois ausschließlich den Geleitschiffen. Zunächst war Raubgraf recht erfolglos. Der Geleitzug ONS 169 umging die Position der U-Boote südlich und der unmittelbar nachfolgende ON 170 manövrierte die deutschen U-Boote erfolgreich aus, die durch falsche und missverständliche Positionsmeldungen ihr Übriges dazu taten, dass die Fühlung zum Konvoi verlorenging. Mitte März entzifferte der B-Dienst Funksprüche, mit denen zwei weitere Geleitzüge um die Position von Raubgraf herumgeleitet werden sollten, so dass die U-Bootführung ihrerseits die U-Bootgruppe anweisen konnte, diese abzufangen. In der folgenden Geleitzugschlacht zwischen dem Geleitzug HX 229 und der U-Bootgruppe Raubgraf wurden mehr als ein Dutzend alliierter Schiffe versenkt oder beschädigt. Kommandant Graef erzielte jedoch hierbei und auch im weiteren Verlauf seiner Fahrt keine Erfolge. Am 9. Juni lief das Boot wieder in Brest ein.

### Versenkung

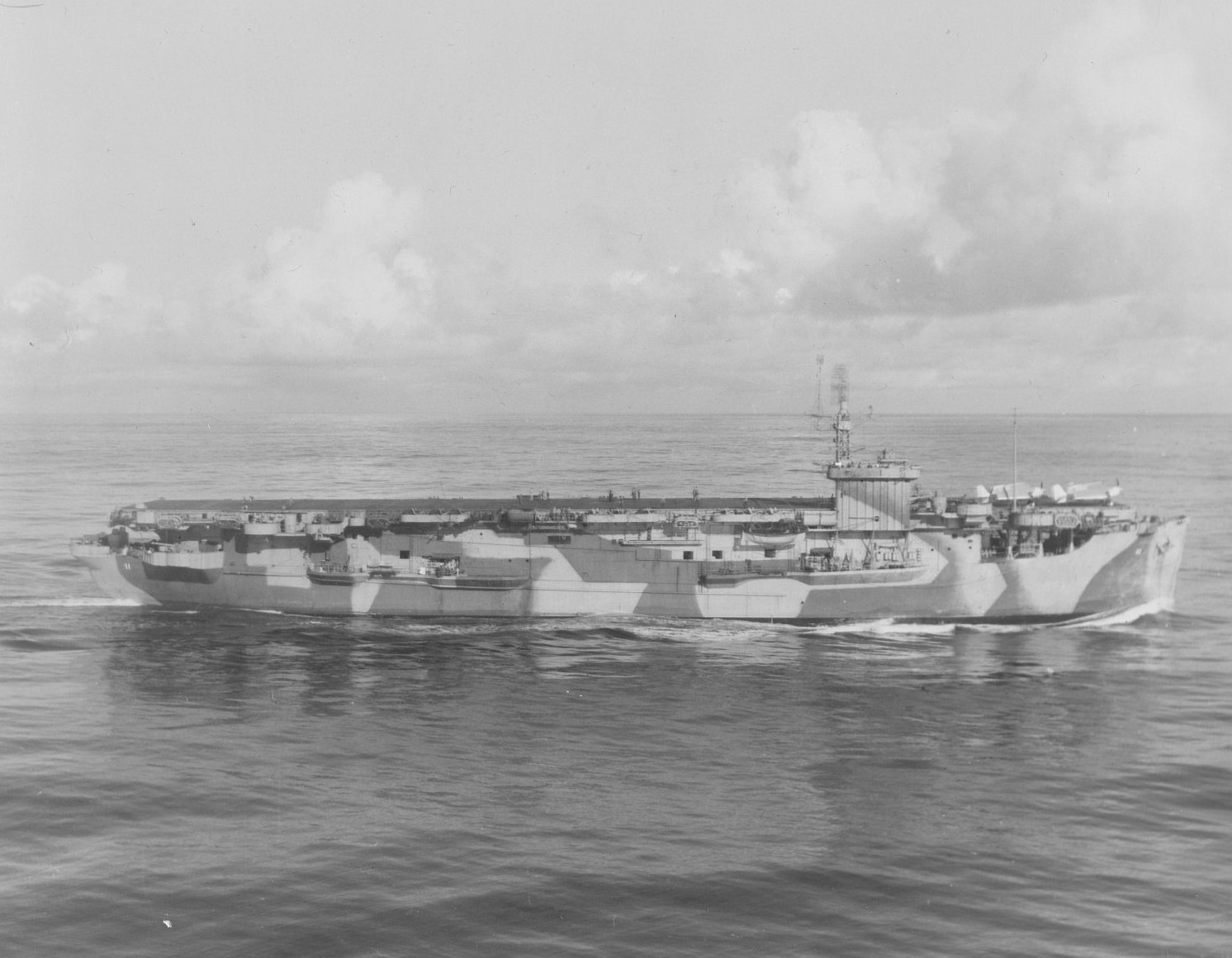
Die Card

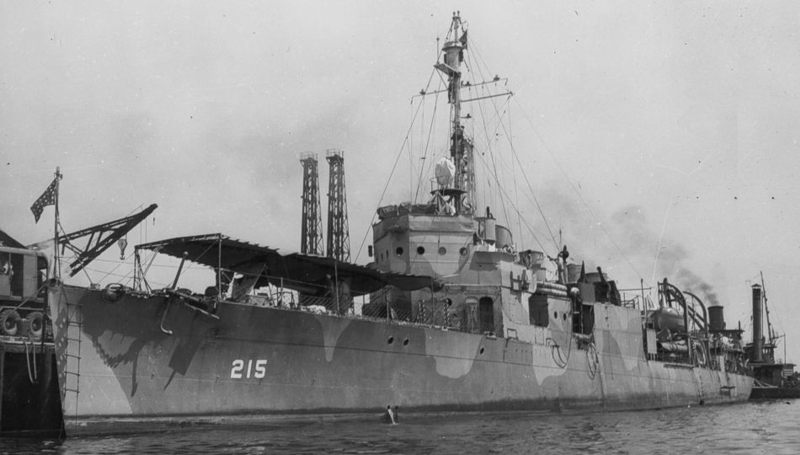
Die Borie nahm die Überlebenden von U 664 auf

U 664 lief zu seiner letzten Unternehmung am 21. Juli 1943 von Brest aus. Als Operationsgebiet war der Mittelatlantik westlich der Azoren vorgesehen. Am 8. August gelang es der Besatzung des Bootes im Verlauf eines Angriffs auf dem US-amerikanischen Flugzeugträger Card stationierte Flugzeuge, eine Avenger und eine Wildcat abzuschießen. In diesem Gefecht wurden der Zweite Wachoffizier Leutnant d. R. Heinz Boehme und der Bootsmaat Helmut Jenteleit getötet. Einige Bomben der Wildcat, die diese im Niedergang noch abgeworfen hatte, beschädigten die Bugtorpedorohre von U 664, was allerdings zunächst unbemerkt blieb. Am selben Abend entdeckte die Brückenwache von U 664 ein sehr großes Schiff in der Dunkelheit. Kommandant Graef identifizierte es als Tanker und stand damit im Widerspruch zu seinem Ersten Wachoffizier Leutnant d. R. Herbert Stahn, der das Schiff für einen Geleitträger hielt. Tatsächlich war es einer, nämlich die USS Card, deren unaufmerksamem Geleitschutz das aufgetauchte U-Boot entgangen war, weshalb Kommandant Graef einige Torpedos auf die Card abfeuern konnte, – die jedoch alle fehlgingen – bevor das U-Boot von herbeieilenden Bewachern zum Tauchen gezwungen wurde. Zur Mittagszeit des 9. August wurde U 664, das zur Wiederaufladung der Batterien an der Oberfläche fuhr, erneut von patrouillierenden Flugzeugen der USS Card aufgespürt und angegriffen. Ein überlebendes Besatzungsmitglied lastete später dem Ersten Wachoffizier von U 664, dem es beim nun folgenden Alarmtauchen nicht gelang, rechtzeitig das Turmluk zu schließen, an, dadurch zum Verlust des Bootes beigetragen zu haben. Als zwei Wasserbomben das alarmtauchende U-Boot wieder an die Wasseroberfläche schleuderten, missinterpretierten einige Besatzungsmitglieder den Vorschlag des Leitenden Ingenieurs Dieter Martin an den Kommandanten, das Boot aufzugeben, als Befehl, kletterten durch den Turm an Deck. Der Matrosenobergefreiter Stoiber wurde beim Versuch, die Flak zu bemannen, von den Maschinengewehrsalven einer anfliegenden Wildcat niedergeschossen, während vier Mann von einer Bombe zerrissen wurden. Kommandant Graef hatte inzwischen erneutes Tauchen befohlen, ließ aber bereits in 15 Metern Tiefe abbrechen und wieder auftauchen, um sich zu ergeben. U 664 versank (Lage) um 14:30 Uhr, doch bis auf die sieben genannten Seeleute wurden alle Besatzungsmitglieder gerettet: Die 44 U-Boot-Fahrer wurden von der Borie an Bord genommen und kamen so in US-amerikanische Kriegsgefangenschaft. Sie wurden auf USS Card überstellt und am 17. August 1943 in Casablanca (Französisch-Marokko) an Land gebracht. Während zwei Schwerverwundete dort blieben, wurden 42 Gefangene in die USA gebracht, wo sie am 25. September 1943 eintrafen. Von diesen wurden 18 intensiv verhört.